# بخش تامبوفسکی، استان تامبوف
بخش تامبوفسکی، استان تامبوف (به لاتین: Tambovsky District, Tambov Oblast) یک سکونتگاه مسکونی در روسیه است که در استان تامبوف واقع شده‌است.